# Taga-Roostoja
Taga-Roostoja – wieś w Estonii, w prowincji Virumaa Wschodnia, w gminie Iisaku.